# Copa de la Segunda División de Gibraltar 2016
La Copa de la Segunda División de Gibraltar 2016  fue una edición más de dicho torneo, el cual enfrentaron exclusivamente a los equipos participantes en la Gibraltar Second Division 2015/16. el torneo se jugó con formato de copa con eliminación directa a partido único.
El torneo arrancó el martes 26 de enero con el primer enfrentamiento de primera ronda, y finalizó el 8 de mayo con la final.
Europa Point que era el campeón defensor volvió a consagrarse campeón luego de derrotar en la final al Football Club Magpies.

## Equipos participantes
| - Boca Juniors - Cannons FC - Pegasus FC - Europa Point FC - Gibraltar Phoenix - FC Hound Dogs | - FC Magpies - Olympique 13 - Leo Parilla FC - Mons Calpe SC - Red Imps - College 1975 F.C. 1 |

- 1 Gibraltar Scorpions Football Club se retiró para dedicarse de lleno al Fútbol Sala; en su lugar fue admitido el College 1975 F.C.
- En cursiva los equipos que jugaron la primera ronda.

## Rondas Preliminares

### Primera ronda
| Martes 26 de enero de 2016 | Leo Parilla FC | 2 - 0   | FC Hound Dogs | Estadio Victoria, |  |
|                            |                | Reporte |               |                   |  |

| Miércoles 27 de enero de 2016 | Red Imps | 3 - 2   | Pegasus FC | Estadio Victoria, |  |
|                               |          | Reporte |            |                   |  |

| Jueves 28 de enero de 2016 | Boca Juniors | 1 - 2   | Gibraltar Phoenix | Estadio Victoria, |  |
|                            |              | Reporte |                   |                   |  |

| Jueves 28 de enero de 2016 | Europa Point FC | 5 - 4   | Mons Calpe SC | Estadio Victoria, |  |
|                            |                 | Reporte |               |                   |  |

### Segunda ronda
| Miércoles 24 de febrero de 2016 | FC Magpies | 8 - 1   | College 1975 F.C. | Estadio Victoria, |  |
|                                 |            | Reporte |                   |                   |  |

| Miércoles 24 de febrero de 2016 | Europa Point FC | 7 - 1   | Olympique 13 | Estadio Victoria, |  |
|                                 |                 | Reporte |              |                   |  |

| Jueves 25 de febrero de 2016 | Red Imps | 3 - 5   | Cannons FC | Estadio Victoria, |  |
|                              |          | Reporte |            |                   |  |

| Jueves 25 de febrero de 2016 | Leo Parilla FC | 1 - 3   | Gibraltar Phoenix | Estadio Victoria, |  |
|                              |                | Reporte |                   |                   |  |

## Etapas Finales
|  | Semifinales 30 y 31 de marzo | Semifinales 30 y 31 de marzo | Semifinales 30 y 31 de marzo |            |                 | Final 8 de mayo | Final 8 de mayo | Final 8 de mayo |  |
|  |                              |                              |                              |            |                 |                 |                 |                 |  |
|  |                              |                              |                              |            |                 |                 |                 |                 |  |
|  | Europa Point FC              | Europa Point FC              | 10                           |            |                 |                 |                 |                 |  |
|  | Europa Point FC              | Europa Point FC              | 10                           |            |                 |                 |                 |                 |  |
|  | Cannons FC                   | Cannons FC                   | 0                            |            |                 |                 |                 |                 |  |
|  | Cannons FC                   | Cannons FC                   | 0                            |            | Europa Point FC | Europa Point FC | 3               |                 |  |
|  |                              |                              |                              |            | Europa Point FC | Europa Point FC | 3               |                 |  |
|  |                              |                              | FC Magpies                   | FC Magpies | 2               |                 |                 |                 |  |
|  | FC Magpies                   | FC Magpies                   | FC Magpies                   | FC Magpies | 2               | 5               |                 |                 |  |
|  | FC Magpies                   | FC Magpies                   |                              |            |                 | 5               |                 |                 |  |
|  | Gibraltar Phoenix            | Gibraltar Phoenix            | 0                            |            |                 |                 |                 |                 |  |
|  | Gibraltar Phoenix            | Gibraltar Phoenix            | 0                            |            |                 |                 |                 |                 |  |
|  |                              |                              |                              |            |                 |                 |                 |                 |  |

### Semifinal
| Miércoles 30 de marzo de 2016 | Europa Point FC | 10 - 0  | Cannons FC | Estadio Victoria, Gibraltar |  |
|                               |                 | Reporte |            |                             |  |

| Jueves 31 de marzo de 2016 | FC Magpies | 5 - 0   | Gibraltar Phoenix | Estadio Victoria, Gibraltar |  |
|                            |            | Reporte |                   |                             |  |

### Final[4]
| Domingo 8 de mayo de 2016 | Europa Point FC                                            | 3 - 2 (t. s.) | FC Magpies                | Estadio Victoria, Gibraltar |  |
|                           | · Chavez 42' (pen.) · Albert 66' · Vilchez Caballero 98' · | Reporte       | 20' Placid · 59' Placid · |                             |  |

## Campeón
|                         |
|                         |
| Europa Point 2.º título |